# Pitfall (1948)
Pitfall ist ein in Schwarzweiß gedrehter US-amerikanischer Film noir aus dem Jahr 1948 mit Dick Powell und Lizabeth Scott in den Hauptrollen.

## Handlung
John Forbes, Angestellter einer Versicherungsgesellschaft, führt ein von Routine und Langeweile geprägtes Leben mit Frau und Sohn in einem Mittelklasse-Vorort von Los Angeles. Der Auftrag, das Vermögen des im Gefängnis sitzenden Betrügers Smiley zu konfiszieren, führt ihn mit dessen Freundin, dem Fotomodell Mona, zusammen. Forbes hat eine kurze Affäre mit Mona, kehrt aber zu seiner Familie zurück. Der Privatdetektiv MacDonald, der Mona belästigt, obwohl sie ihn mehrfach zurückgewiesen hat, verprügelt Forbes und droht ihm im Falle einer Anzeige mit dem Publikmachen seines Seitensprungs. Als Mona Forbes wegen MacDonalds Zudringlichkeit um Hilfe bittet, schlägt Forbes wiederum den Privatdetektiv zusammen und kündigt an, ihn das nächste Mal zu töten. MacDonald erzählt Smiley von Forbes’ und Monas Affäre und versorgt ihn nach seiner Entlassung mit einem Revolver. Der rachsüchtige Smiley sucht Forbes’ Zuhause auf, wird aber von diesem bei dem Versuch, in die Wohnung einzudringen, erschossen. MacDonald, überzeugt, Mona nun für sich zu haben, will diese zwingen, mit ihm zu verreisen, doch Mona schießt ihn nieder. Mona wird des Mordes angeklagt, Forbes bleibt wegen Notwehr in Freiheit. Er gesteht seiner Frau die Affäre, die ihrer Ehe eine zweite Chance geben will, auch wenn sie nicht weiß, wann ihre seelischen Wunden verheilt sein werden.

## Hintergrund
Pitfall entstand nach dem gleichnamigen Roman von Jay Dratler. Der Film startete am 24. August 1948 in den amerikanischen Kinos. In Deutschland wurde er nicht aufgeführt.

## Kritik
„Trotz eines eher flachen Drehbuchs ein nicht uninteressantes Aufeinandertreffen von Moralstück und Film noir. Powell […] wird durch einen Fall von Doppelmoral gerettet (Scott bezahlt für ihren Mord, Powell kommt davon), doch der Film deutet an, dass die Dinge in der Vorstadt nicht so sein werden wie zuvor.“